# Ptyelinellus
Ptyelinellus is een geslacht van halfvleugeligen uit de familie Aphrophoridae. De wetenschappelijke naam van dit geslacht is voor het eerst geldig gepubliceerd in 1946 door Lallemand.

## Soorten
Het geslacht Ptyelinellus omvat de volgende soorten:
- Ptyelinellus ganjamensis Lallemand, 1956
- Ptyelinellus praefractus (Distant, 1908)